# Distichophyllum microcarpum
Distichophyllum microcarpum là một loài Rêu trong họ Hookeriaceae. Loài này được (Hedw.) Mitt. mô tả khoa học đầu tiên năm 1882.